# 索图索阿里斯
索图索阿里斯是巴西巴伊亚州的一个市镇。总面积1095.85平方公里，总人口12198人，人口密度11.1人/平方公里。